# The Glorious Sons
The Glorious Sons sind eine kanadische Rock-Band aus Kingston, Ontario. Die Band wurde im Jahre 2011 gegründet. In den Jahren 2018 und 2020 wurden The Glorious Sons mit dem Juno Award in der Kategorie Best Rock Album ausgezeichnet.

## Geschichte

### Gründung undThe Union
Die Band wurde im Jahre 2011 von den Brüdern Brett und Jay Emmonds, Andrew Young, Chris Huot und Adam Paquette gegründet. Zwei Jahre später debütierte die Band mit der EP Shapeless Art, die von John-Angus MacDonald produziert und in Eigenregie veröffentlicht wurde. Das kanadische Plattenlabel Black Box Music wurde auf die Band aufmerksam und nahm diese Ende 2013 unter Vertrag. Gleichzeitig wurde die EP neu veröffentlicht. The Glorious Sons tourten mit Bands wie Head of the Herd, The Balconies oder Teenage Kicks durch Kanada.
Im März 2014 nahm die Band ihr Debütalbum The Union auf, dass ebenfalls von John-Angus MacDonald produziert und am 14. September 2014 veröffentlicht wurde. Das Album erreichte Platz 23 der kanadischen Albumcharts, während die Single White Noise Platz drei der kanadischen Rock-Charts belegte. The Glorious Sons tourten im Vorprogramm von Airbourne und The Trews durch Kanada und im Vorprogramm von 10 Years in den USA. Bei den Juno Awards 2015 wurde The Union in der Kategorie Best Rock Album nominiert, der Preis ging jedoch an die Band Arkells. Dafür wurde die Band bei den SiriusXM Indie Awards 2015 in den Kategorien Group or Duo of the Year und Rock Artist of the Year ausgezeichnet. Ebenfalls 2015 verließ Andrew Young die Band und wurde durch Chris Koster ersetzt.

### Young Beauties and Fools
Nachdem die Band im Sommer 2016 auf Festivals wie Rock on the Range, Rocklahoma, Northern Invasion und Carolina Rebellion spielte, nahm sie Anfang 2017 mit der Produzentengruppe Fast Friends in Los Angeles ihr zweites Studioalbum Young Beauties and Fools auf. Vor der Albumveröffentlichung am 13. Oktober 2017 unterschrieben The Glorious Sons neue Plattenverträge mit BMG Rights Management für die USA und Australien sowie mit Earache Records für Europa und Japan. Young Beauties and Fools stieg auf Platz 16 der kanadischen Albumcharts ein, bevor die Band im Herbst 2017 im Vorprogramm von Greta Van Fleet tourte. Die Singles Everything Is Alright und Josie erreichten jeweils Platz zwei der kanadischen Rockcharts.
Die dritte Single des Albums S.O.S. (Sawed Off Shotgun) übertraf diesen Erfolg noch. Nachdem das Lied Platz eins der kanadischen Rockcharts erreichte erklomm es im Januar 2019 auch Platz eins der Billboard Mainstream Rock Songs und war damit das meistgespielte Lied im US-amerikanischen Rockradio. Bei den Juno Awards 2018 wurde Young Beauties and Fools in der Kategorie Rock Album of the Year ausgezeichnet. Am 26. Juni 2018 eröffneten die Glorious Sons für die Rolling Stones im Rahmen ihrer No Filter Tour. Das Konzert fand im Stade Vélodrome in Marseille statt. Darüber hinaus spielten The Glorious Sons im Vorprogramm der Struts, Franz Ferdinand und den Imagine Dragons sowie auf europäischen Festivals wie dem Hurricane Festival, dem Southside und den Reading and Leeds Festivals.

### A War on Everything
Am 23. Februar 2019 traten The Glorious Sons im Rahmen der NHL Stadium Series 2019 in der zweiten Drittelpause des Eishockeyspiels zwischen den Philadelphia Flyers und den Pittsburgh Penguins auf. Danach arbeitete die Band in ihrer Heimatstadt mit dem Produzenten Frederik Thaae an ihrem dritten Studioalbum A War on Everything. Das Album wurde am 13. September 2019 veröffentlicht und erreichte Platz 13 der kanadischen Albumcharts. Die erste Single Panic Attack erreichte Platz eins der kanadischen Rockcharts.
Bei den Juno Awards 2020 wurde A War on Everything in der Kategorie Rock Album of the Year ausgezeichnet. Darüber hinaus erhielten The Glorious Sons bei den iHeartRadio Music Awards 2020 Nominierungen in den Kategorien Best New Rock/Alternative Rock Artist sowie Rock Song of the Year für das Lied S.O.S. (Sawed Off Shotgun). Die Preise gingen jedoch an die Bands Shaed bzw. Badflower.

## Stil
James Christopher Monger von Onlinemagazin Allmusic beschrieb The Glorious Sons als schlichte, Jedermann-Rockband im Stile von The Tragically Hip, The Headstones, The Arkells und The Trews. Für Andreas Schiffmann vom Onlinemagazin Musikreviews.de spielt die Band raumgreifenden Indie-Rock mit kratzig „garagigen“ Gitarrenlicks, der so schnodderig wie frühe Oasis wäre.

## Diskografie

### Alben
| Jahr | Titel Musiklabel                         | Höchstplatzierung, Gesamtwochen, AuszeichnungChartsChartplatzierungen (Jahr, Titel, Musiklabel, Platzierungen, Wochen, Auszeichnungen, Anmerkungen) | Anmerkungen                              |
| Jahr | Titel Musiklabel                         | CA | Anmerkungen                              |
| ---- | ---------------------------------------- | --- | ---------------------------------------- |
| 2014 | The Union Black Box                      | CA23 Gold · (1 Wo.)CA | Erstveröffentlichung: 14. September 2014 |
| 2017 | Young Beauties and Fools Earache Records | CA16 Platin · (3 Wo.)CA | Erstveröffentlichung: 13. Oktober 2017   |
| 2019 | A War on Everything Earache Records      | CA13 Gold · (3 Wo.)CA | Erstveröffentlichung: 13. September 2019 |

### Livealben
| Jahr | Titel Musiklabel                                            | Anmerkungen                         |
| ---- | ----------------------------------------------------------- | ----------------------------------- |
| 2018 | Little Prison City (Live at Rogers K-Rock Centre) Black Box | Erstveröffentlichung: 25. Juli 2018 |
| 2019 | Live at Longboat Hall Black Box                             | Erstveröffentlichung: 25. Juli 2018 |

### EPs
| Jahr | Titel Musiklabel        | Anmerkungen                             |
| ---- | ----------------------- | --------------------------------------- |
| 2013 | Shapeless Art Black Box | Erstveröffentlichung: 13. November 2013 |

### Singles
- 2013: Mama (CA: Gold)
- 2014: White Noise (CA: Gold)
- 2014: Heavy (CA: Platin)
- 2015: Lightning (CA: Gold)
- 2015: The Contendor
- 2016: Sometimes on a Sunday
- 2017: Kill the Lights (CA: Platin)
- 2017: Everything Is Alright (CA: ×2Doppelplatin )
- 2018: Josie (CA: Gold)
- 2018: S.O.S. (Sawed Off Shotgun) (CA: ×2Doppelplatin )
- 2019: Panic Attack (CA: Gold)
- 2019: Pink Motel
- 2019: Kingdom in My Heart (CA: Gold)
- 2020: Closer to the Sky (CA: Gold)
- 2021: Daylight
- 2021: Young King
- 2021: I Will Destroy the Void in You
- 2021: Hold Steady
- 2023: Mercy Mercy
- 2023: Lightning Bolt
- 2023: Dream

### Musikvideos
- 2013: Mama
- 2014: White Noise
- 2014: Heavy
- 2015: Lightning
- 2016: Sometimes on a Sunday
- 2017: Kill the Lights
- 2017: Everything Is Alright
- 2018: S.O.S. (Sawed Off Shotgun)
- 2019: Panic Attack
- 2019: A War on Everything
- 2020: Don’t Live Fast
- 2021: Daylight
- 2023: Mercy Mercy
- 2023: Dream

## Auszeichnungen für Musikverkäufe
| Goldene Schallplatte - Kanada - 2025: für das Lied My Poor Heart |

Anmerkung: Auszeichnungen in Ländern aus den Charttabellen bzw. Chartboxen sind in ebendiesen zu finden.
| Land/RegionAuszeichnungen für Musikverkäufe (Land/Region, Auszeichnungen, Verkäufe, Quellen) | Gold       | Platin     | Verkäufe | Quellen         |
| -------------------------------------------------------------------------------------------- | ---------- | ---------- | -------- | --------------- |
| Kanada (MC)                                                                                  | 10× Gold10 | 7× Platin7 | 960.000  | musiccanada.com |
| Insgesamt                                                                                    | 10× Gold10 | 7× Platin7 |          |                 |

## Auszeichnungen
iHeartRadio Music Awards
| Jahr | Kategorie                             | für                        | Resultat  |
| ---- | ------------------------------------- | -------------------------- | --------- |
| 2020 | Best New Rock/Alternative Rock Artist | The Glorious Sons          | Nominiert |
| 2020 | Rock Song of the Year                 | S.O.S. (Sawed Off Shotgun) | Nominiert |

Juno Awards
| Jahr | Kategorie              | für                      | Resultat  |
| ---- | ---------------------- | ------------------------ | --------- |
| 2015 | Rock Album of the Year | The Union                | Nominiert |
| 2018 | Rock Album of the Year | Young Beauties and Fools | Gewonnen  |
| 2020 | Rock Album of the Year | A War on Everything      | Gewonnen  |
| 2021 | Group of the Year      | The Glorious Sons        | Nominiert |

SiriusXM Indie Awards
| Jahr | Kategorie                              | für               | Resultat  |
| ---- | -------------------------------------- | ----------------- | --------- |
| 2014 | Emerging Artist of the Year (englisch) | The Glorious Sons | Nominiert |
| 2015 | Group or Duo of the Year               | The Glorious Sons | Gewonnen  |
| 2015 | Rock Artist of the Year                | The Glorious Sons | Gewonnen  |
| 2016 | Rock Artist/Group of the Year          | The Glorious Sons | Nominiert |